# Борщаговская сельская община
Борщаговская сельская община (укр. Борщагівська сільська громада) — территориальная община в Бучанском районе Киевской области Украины. Административный центр — село Петропавловская Борщаговка. Община образована в 2020 году.
Площадь общины — 38,79 км², население — 18 785 человек (2020).

## История
Образована 12 июня 2020 года путём объединения Петропавловско-Борщаговского и Софиевско-Борщаговского сельских советов Киево-Святошинского района.

## Населённые пункты
В составе общины входят 3 села:
- Петропавловская Борщаговка
- Софиевская Борщаговка
- Чайки